# Love Dealer
Love Dealer is de derde single van de Nederlandse popzangeres Esmée Denters. Op 22 maart 2010 maakte de Engelse radiozender BBC Radio 1Xtra bekend dat Love Dealer officieel de derde single zou worden. Het nummer is afkomstig van Esmée haar debuutalbum Outta Here. Vanaf dinsdag 21 mei 2010 is de single als download verkrijgbaar via iTunes.

## Videoclip
Op 18 maart 2010 heeft Esmée Denters samen met Justin Timberlake een videoclip opgenomen voor het nummer Love Dealer. Het bekende producersteam The Malloys hebben de videoclip geproduceerd. De clip is opgenomen in Los Angeles en er zijn onder andere opnames gemaakt op de straat in het centrum en op het dak van een kantoorgebouw. Dit was te zien toen Esmée Denters foto's had geplaatst op haar Twitter. The Malloys hebben ook de videoclip Blah Blah Blah voor Ke$ha ft. 3OH!3 en Paranoid van de Jonas Brothers geproduceerd. Via de officiële website van Esmée werden enkele previews (van respectievelijk 30 en 57 seconden) geplaatst. Op dinsdag 20 april 2010 was er een interview van Esmée en Justin Timberlake te zien op de Amerikaanse tv-zender Entertainment Tonight. Hierin waren ook previews te zien van de nieuwe videoclip. Na diverse teasers en previews is de videoclip op 28 april 2010 uitgekomen. De clip beleefde haar release via VEVO (onderdeel van videowebsite YouTube).

## Releasedata
| Regio       | Datum        | Format           | Label   |
| ----------- | ------------ | ---------------- | ------- |
| Netherlands | May 21, 2010 | Digital download | Tennman |

## Hitnotering
| "Love Dealer" in de Nederlandse Top 40 - binnen 05-06-2010 | "Love Dealer" in de Nederlandse Top 40 - binnen 05-06-2010 | "Love Dealer" in de Nederlandse Top 40 - binnen 05-06-2010 | "Love Dealer" in de Nederlandse Top 40 - binnen 05-06-2010 | "Love Dealer" in de Nederlandse Top 40 - binnen 05-06-2010 | "Love Dealer" in de Nederlandse Top 40 - binnen 05-06-2010 | "Love Dealer" in de Nederlandse Top 40 - binnen 05-06-2010 | "Love Dealer" in de Nederlandse Top 40 - binnen 05-06-2010 | "Love Dealer" in de Nederlandse Top 40 - binnen 05-06-2010 | "Love Dealer" in de Nederlandse Top 40 - binnen 05-06-2010 | "Love Dealer" in de Nederlandse Top 40 - binnen 05-06-2010 | "Love Dealer" in de Nederlandse Top 40 - binnen 05-06-2010 | "Love Dealer" in de Nederlandse Top 40 - binnen 05-06-2010 |
| Week                                                       | 1                                                          | 2                                                          | 3                                                          | 4                                                          | 5                                                          | 6                                                          | 7                                                          | 8                                                          | 9                                                          | 10                                                         | 11                                                         |                                                            |
| ---------------------------------------------------------- | ---------------------------------------------------------- | ---------------------------------------------------------- | ---------------------------------------------------------- | ---------------------------------------------------------- | ---------------------------------------------------------- | ---------------------------------------------------------- | ---------------------------------------------------------- | ---------------------------------------------------------- | ---------------------------------------------------------- | ---------------------------------------------------------- | ---------------------------------------------------------- | ---------------------------------------------------------- |
| Nummer                                                     | 35                                                         | 28                                                         | 28                                                         | 18                                                         | 16                                                         | 12                                                         | 19                                                         | 18                                                         | 19                                                         | 26                                                         | 37                                                         | uit                                                        |

| "Love Dealer" in de Nederlandse Single Top 100 - binnen: 29-05-2010 | "Love Dealer" in de Nederlandse Single Top 100 - binnen: 29-05-2010 | "Love Dealer" in de Nederlandse Single Top 100 - binnen: 29-05-2010 | "Love Dealer" in de Nederlandse Single Top 100 - binnen: 29-05-2010 | "Love Dealer" in de Nederlandse Single Top 100 - binnen: 29-05-2010 | "Love Dealer" in de Nederlandse Single Top 100 - binnen: 29-05-2010 | "Love Dealer" in de Nederlandse Single Top 100 - binnen: 29-05-2010 | "Love Dealer" in de Nederlandse Single Top 100 - binnen: 29-05-2010 | "Love Dealer" in de Nederlandse Single Top 100 - binnen: 29-05-2010 | "Love Dealer" in de Nederlandse Single Top 100 - binnen: 29-05-2010 | "Love Dealer" in de Nederlandse Single Top 100 - binnen: 29-05-2010 | "Love Dealer" in de Nederlandse Single Top 100 - binnen: 29-05-2010 | "Love Dealer" in de Nederlandse Single Top 100 - binnen: 29-05-2010 |
| Week                                                                | 1                                                                   | 2                                                                   | 3                                                                   | 4                                                                   | 5                                                                   | 6                                                                   | 7                                                                   | 8                                                                   | 9                                                                   | 10                                                                  | 11                                                                  | 12                                                                  |
| ------------------------------------------------------------------- | ------------------------------------------------------------------- | ------------------------------------------------------------------- | ------------------------------------------------------------------- | ------------------------------------------------------------------- | ------------------------------------------------------------------- | ------------------------------------------------------------------- | ------------------------------------------------------------------- | ------------------------------------------------------------------- | ------------------------------------------------------------------- | ------------------------------------------------------------------- | ------------------------------------------------------------------- | ------------------------------------------------------------------- |
| Nummer                                                              | 32                                                                  | 40                                                                  | 34                                                                  | 37                                                                  | 41                                                                  | 35                                                                  | 37                                                                  | 37                                                                  | 37                                                                  | 44                                                                  | 40                                                                  | 64                                                                  |